# 韩丁
韩丁（1919年2月2日—2004年5月5日），原名威廉·霍华德·辛顿（英語：William Howard Hinton），美国农民和记者。著有记录张庄村（今山西省长治市潞城区）在第二次国共内战期间土地改革的作品《翻身》。

## 生平
韩丁于1919年2月2日出生于芝加哥。先在哈佛大学读了两年，1939年转入康奈尔大学读农业机械，1941年从康奈尔大学毕业。他在康奈尔结识了阳早。
1945年韩丁以美国战争情报处分析员的身份来到中国，参与了国民党与中国共产党的重庆谈判，结识了周恩来和毛泽东。1947年，韩丁应联合国召来到中国农村担任拖拉机技师，项目结束后，韩丁接受了山西省长治市附近的北方大学（后与华北联大合并为华北大学，后发展为中国人民大学）英语教师的职位。1948年，他要求加入长治市郊张庄的土改工作小组，并在那里工作了八个月。
1953年韩丁回美國時护照被沒收，受到FBI調查，被美国政府列入黑名单，並成為美國參議員詹姆斯·伊斯特蘭電視聽證會調查的對象。他被禁止从事一切教学工作，也没有其他雇主敢于聘用他。经过长期斗争，韩丁拿回了他的张庄土改笔记。之后的16年，韩丁务农为生，独自耕种母亲在宾夕法尼亚的200多英亩土地。同时，韩丁將他1948年在山西省潞城縣張莊（今長治市郊區微子镇）親歷土改的經驗寫成了纪实作品《翻身》，是他最著名的著作，該書于1980年出版中譯本。
1971年，他应周恩来之邀重返中国，先后5次与周会面，频频出现在报刊电视上，成为中国人家喻户晓的“老朋友”。回到美国后，他撰写了反映文化大革命历史的著作《百日武斗》和《深翻》。之后，韩丁多次前往中国，曾受聘为联合国粮农组织中国项目专家和中国农业部高级顾问。
1989年，韩丁辞去他的职务，撰写了《大逆转》，成为改革开放、六四事件的直言不讳的批评者，指责北京统治者已成为“新产生的官僚资产阶级”。
2004年5月15日，韩丁因心脏病于美国马萨诸塞州康克市去世，享年85岁。

## 著作
- 1966，《翻身——中国一个村庄的革命纪实》（Fanshen: A Documentary of Revolution in a Chinese Village）
  - 中文版于1980年1月由北京出版社出版。
- 1969，《文化大革命下再验“翻身”》（"Fanshen" Re-Examined in the Light of the Cultural Revolution）
- 1970，《铁牛——中国农业革命纪实》（Iron Oxen: a Documentary of Revolution in Chinese Farming）
- 1972，《百日武斗——清华大学的文化大革命》（Hundred Day War: The Cultural Revolution at Tsinghua University）
- 1972，《中国转捩点——论文化大革命》（Turning Point in China: An Essay on the Cultural Revolution）
- 1984，《深翻——中国一个村庄的继续革命纪实》（Shenfan: The Continuing Revolution in a Chinese Village）
  - 中文版于2008年由中国国际文化出版社出版。
- 1989, 《大逆转——中国的私有化》（或译为《大回潮》）（The Great Reversal: The Privatization of China）
- 1995，《第九层天堂到第九层地狱——一个中国实验的历史》（Ninth Heaven to Ninth Hell: The History of a Noble Chinese Experiment）
- 2006，《透过墨镜——中国革命的美国视角》（Through a Glass Darkly: American Views of the Chinese Revolution）

## 家庭
韩丁共有三次婚姻，第一任妻子史克，育有女儿卡玛，卡玛是纪录片《天安门》的导演。韩丁1959年第二次結婚，与妻子雷州安（Joanne）生下一儿两女，阿丽萨（Alyssa Hinton）、凯瑟琳（Catherine Hinton）。雷州安去世以后，韩丁于1987年与美籍华裔邱广才结婚。
妹妹寒春長期定居中國，和阳早结婚。